# Monte Turia
Il Monte Turia (3.650 m s.l.m.) è una montagna delle Alpi della Vanoise e del Grand Arc nelle Alpi Graie.

## Descrizione
Il Monte Turria si trova nel dipartimento francese della Savoia. La montagna è collocata appena a nord del Mont Pourri ed una lunga cresta unisce le due montagne.

## Storia
La montagna è stata salita la prima volta il 2 luglio 1874 da William Coolidge, B. Brevort, e Christian Almer.